# Anže Durjava
Anže Durjava (* 24. Januar 2001 in Novo mesto) ist ein slowenischer Leichtathlet, der sich auf den Speerwurf spezialisiert hat.

## Sportliche Laufbahn
Erste internationale Erfahrungen sammelte Anže Durjava beim Europäischen Olympischen Jugendfestival (EYOF) 2017 in Győr, bei dem er mit einer Weite von 58,45 m den siebten Platz im Speerwurf. Im Jahr darauf verpasste er bei den U18-Europameisterschaften ebendort mit 57,25 m den Finaleinzug und 2019 schied er bei den U20-Europameisterschaften in Borås mit 64,19 m ebenfalls in der Qualifikationsrunde aus. 2023 wurde er bei der 2. Liga der Team-Europameisterschaft im Zuge der Europaspiele in Chorzów mit 75,09 m Sechster und anschließend belegte er bei den U23-Europameisterschaften in Espoo mit 74,31 m den siebten Platz. Kurz darauf gewann er bei den Balkan-Meisterschaften in Kraljevo mit 72,91 m die Bronzemedaille hinter dem Rumänen Alexandru Novac und Ioannis Kyriazis aus Griechenland. 2025 wurde er bei der 2. Liga der Team-Europameisterschaft in Maribor mit 74,68 m Sechster, ehe er bei den Balkan-Meisterschaften in Volos mit 78,12 m die Silbermedaille hinter dem Griechen Dimitrios Tsitsos gewann.
In den Jahren 2023 und 2025 wurde Durjava slowenischer Meister im Speerwurf.